# Grand Prix de Tennis de Lyon 2000
Grand Prix de Tennis de Lyon 2000 — тенісний турнір, що проходив на кортах з твердим покриттям у місті Ліон, Франція з 6 листопада . Належав до категорії ATP International Series, був турніром серії Open Sud de France 2000 року.

## Фінальна частина

### Одиночний розряд
Арно Клеман —  Патрік Рафтер 7–6(7–2), 7–6(7–5)

### Парний розряд
Паул Гаргейс /  Сендон Столл —  Іван Любичич /  Джек Вейт 6–1, 6–7(2–7), 7–6(9–7)